# Laura Bailey
Laura Dawn Bailey (Mississippi, 28 de maio de 1981) é uma dubladora e diretora de dublagem estadunidense que fornece vozes para versões em inglês de animes e jogos eletrônicos, bem como em desenhos animados. Seus primeiros papéis importantes em anime foram Trunks criança e Dende, na dublagem estadunidense da Funimation de Dragon Ball Z. Ela dublou Tohru Honda em Fruits Basket, Luxúria em Fullmetal Alchemist e Fullmetal Alchemist: Brotherhood, Shinnosuke "Shin" Nohara na dublagem da Funimation de Crayon Shin-chan, e Maka Albarn em Soul Eater.
Nos jogos eletrônicos, ela é notórias pelas vozes de Jaina Proudmoore em World of Warcraft, Rayne na série BloodRayne, Chun-Li nos títulos mais recentes da série Street Fighter, Rise Kujikawa na série Persona 4, Blaze the Cat na série Sonic the Hedgehog, Lucina em Fire Emblem Awakening, Serah Farron na série Final Fantasy XIII, Serana em The Elder Scrolls V: Skyrim - Dawnguard, Abigail "Fetch" Walker em Infamous Second Son e Infamous First Light, Wei Persona em Dota 2, Vale em Halo 5: Guardians, Nadine Ross em Uncharted 4: A Thief's End e Uncharted: The Lost Legacy, Abigail "Abby" Anderson em The Last of Us Part II, Fiona em Tales from the Borderlands e Kait Diaz em Gears of War 4. Ela dublou a Mulher-Gato em Batman: The Telltale Series e também  fez as vozes da Viúva Negra em uma variedade de desenhos animados e jogos eletrônicos da Marvel.
Bailey é uma co-fundadora da Critical Role Productions, fazendo parte da websérie de role-playing Critical Role, onde interpretou Vex'ahlia "Vex" de Rolo na primeira campanha, Jester Lavorre na segunda, e interpreta Imogen Temult na terceira.

## Biografia
Bailey foi inspirada a atuar depois de assistir a um making of de um especial de Dawson's Creek, onde entrevistaram Katie Holmes. Ela participou do programa de teatro na Collin County Community College (Quad C) em Plano, Texas. Onde participou de produções de Suburbia, Through a Glass Onion e Do not Rock the Jukebox.Kent Williams, que a viu em uma das peças, convidou-a a fazer uma audição para Funimation, que trabalhava em Dragon Ball Z. Seu primeiro papel importante em Dragon Ball Z foi como Trunks criança, o qual retratou utilizando uma voz rouca. Bailey dublou a personagem principal Marlene Angel em Blue Gender, que foi o primeiro projeto que a Funimation fez fora do mundo Dragon Ball, e Keiko Yukimura em Yu Yu Hakusho, que passou na Cartoon Network.
Bailey foi selecionada para o papel principal da Tohru Honda no anime Fruits Basket. Bailey disse que a personagem Tohru a ajudou a ser mais positiva: "Eu estava tão inspirado por seu personagem por ela, alegria e visão sobre a vida que, você sabe, você quer simular isso". Ela mais tarde expressou Luxúria, uma das Os vilões em Fullmetal Alchemist, e Sana Kurata em Kodocha.
Bailey trabalhou na Funimation por cerca de quatro anos antes de começar a dirigir gravações de diálogo. Ela trabalhou no Blue Gender: The Warrior e alguns episódios de Case Closed. Seu primeiro grande projeto de direção de gravação de diálogo foi Gunslinger Girl, no qual também dublou Henrietta. Foi co-diretora em alguns episódios de Kodocha. Bailey se tornou uma produtora de linha para a dublagem da Funimation de Shin-chan e também dublou o personagem do título.

## Vida pessoal
Laura e o ator/diretor de música de anime Colleen Clinkenbeard eram companheiros de quarto enquanto trabalhavam na Funimation. Em 2007, ela se mudou para Los Angeles, Califórnia. Em 2011, casou-se com o colega dublador Travis Willingham. Eles atualmente moram em Los Angeles.

## Filmografia

### Animes
| Ano       | Série                            | Papel                                               | Obs. | Fonte                |
| --------- | -------------------------------- | --------------------------------------------------- | --- | -------------------- |
| 1999–2003 | Dragon Ball Z                    | Trunks (jovem), Gotenks, Dende, outros              | Dublagem da Funimation | [ 13 ]               |
| 2001–2002 | Blue Gender                      | Marlene                                             | | [ 20 ]               |
| 2002–2003 | Fruits Basket                    | Tohru Honda                                         | | [ 13 ]               |
| 2004–2010 | Case Closed                      | Serena Sebastian                                    | Diretora de ADR | [ 16 ]               |
| 2004–2006 | Fullmetal Alchemist              | Luxúria                                             | | [ 21 ]               |
| 2005      | Gunslinger Girl                  | Henrietta                                           | Diretora de ADR | [ 16 ] [ 22 ]        |
| 2005-2007 | Kodocha                          | Sana Kurata                                         | Produtora, Diretora de ADR | [ 16 ]               |
| 2006–2007 | Basilisk                         | Oboro                                               | | [ 21 ]               |
| 2007–2008 | One Piece                        | Conis, outros                                       | Dublagem da Funimation | [ 21 ]               |
| 2008–2009 | Naruto                           | Anko Mitarashi, Toki                                | | [ 21 ]               |
| 2008–2011 | Shin-chan                        | Shin Nohara                                         | Dublagem da Funimation 2008 Society for the Promotion of Japanese Animation Award, Best Voice Actress (English) Produtora, Diretora de ADR | [ 16 ] [ 23 ]        |
| 2008–2009 | Série Code Geass                 | Nagisa Chiba, Rakshata Chawla                       | | [ 21 ]               |
| 2008–2014 | Hellsing Ultimate                | Schrödinger                                         | | [ 13 ] [ 24 ]        |
| 2009–2014 | Bleach                           | Tier Halibel, Mashiro Kuna, outros                  | | [ 21 ]               |
| 2009      | Monster                          | Dieter                                              | | [ 21 ]               |
| 2010–2011 | Fullmetal Alchemist: Brotherhood | Luxúria                                             | | [ 21 ]               |
| 2011      | Marvel Anime: Iron Man           | Dr. Chika Tanaka, Children, Aki                     | Eps. 1, 3–4 | [ 25 ] [ 26 ] [ 27 ] |
| 2011–2017 | Naruto: Shippuden                | Kushina Uzumaki, Kurotsuchi, Anko Mitarashi, outros | | [ 21 ] [ 28 ] [ 29 ] |
| 2011      | Marvel Anime: X-Men              | Mrs. Ichiki, Kyoko, outros                          | Eps. 1–2, 4, 6 | [ 30 ] [ 31 ] [ 32 ] |
| 2012      | Street Fighter X Tekken          | Chun-Li                                             | Mini série | [ 21 ]               |
| 2012      | Marvel Anime: Blade              | Prostituta, Policial                                | Eps. 2, 4 | [ 33 ] [ 34 ]        |
| 2012      | Persona 4: The Animation         | Rise Kujikawa                                       | | [ 21 ]               |
| 2012–2013 | Tiger & Bunny                    | Pao-Lin Huang, Mary Rose                            | | [ 21 ] [ 35 ]        |
| 2013–2015 | Digimon Fusion                   | Lilymon, Beastmon, Shakomon, Mermaimon, outros      | | [ 21 ]               |
| 2015      | Soul Eater Not!                  | Maka Albarn                                         | | [ 36 ]               |
| 2016      | Sengoku Basara: End of Judgement | Oichi                                               | | [ 37 ]               |
| 2020      | Marvel Future Avengers           | Viúva Negra / Natasha Romanova, Morgan le Fay       | | [ 21 ] [ 38 ] [ 39 ] |

### Animações
| Ano       | Título                                         | Papel                                                                 | Observação                  | Fonte                |
| --------- | ---------------------------------------------- | --------------------------------------------------------------------- | --------------------------- | -------------------- |
| 2011      | The Super Hero Squad Show                      | Firestar                                                              |                             | [ 21 ]               |
| 2013      | Lego Marvel Super Heroes: Maximum Overload     | Viúva Negra                                                           | Especial de televisão       | [ 21 ]               |
| 2013–2019 | Avengers Assemble                              | Viúva Negra, Gamora, Darkstar, Toni Ho, Princesa Zanda, outros        |                             | [ 21 ]               |
| 2014–2015 | Ultimate Spider-Man                            | Viúva Negra                                                           |                             | [ 21 ]               |
| 2014–2015 | Regular Show                                   | Sheena Albright, Natalia, outros                                      |                             | [ 21 ]               |
| 2015      | Batman Unlimited                               | Mulher-Leopardo                                                       | Websérie                    | [ 40 ]               |
| 2015      | Lego Marvel Super Heroes: Avengers Reassembled | Viúva Negra                                                           | Especial de televisão       | [ 21 ] [ 41 ]        |
| 2016      | Future-Worm!                                   | Outros                                                                |                             | [ 42 ] [ 43 ] [ 44 ] |
| 2017      | Rick and Morty                                 | Namorada de Eli                                                       | Ep. "Rickmancing the Stone" | [ 21 ]               |
| 2017–2020 | Spider-Man                                     | Gwen Stacy / Ghost-Spider, Viúva Negra, Crimson Dynamo, Tully, outros |                             | [ 21 ]               |
| 2018      | Constantine: City of Demons                    | Nightmare Nurse                                                       | Websérie                    | [ 45 ]               |

### Filmes de longa-metragem
| Ano  | Título                        | Papel           | Observação                                                   | Fonte  |
| ---- | ----------------------------- | --------------- | ------------------------------------------------------------ | ------ |
| 2008 | Resident Evil: Degeneration   | Angela Miller   | Lançamento limitado                                          | [ 21 ] |
| 2012 | Mass Effect: Paragon Lost     | Kamille         | Lançamento limitado                                          | [ 21 ] |
| 2014 | Dragon Ball Z: Battle of Gods | Trunks, Gotenks | Dublagem compartilhada com Kara Edwards, Lançamento limitado | [ 21 ] |
| 2016 | Omoide Poro Poro              | Nanako Okajima  | Lançamento limitado                                          | [ 21 ] |

### Filmes de televisão
| Ano       | Título                                             | Papel                                                     | Observação | Fonte         |
| --------- | -------------------------------------------------- | --------------------------------------------------------- | --- | ------------- |
| 2002–2006 | Dragon Ball Z (filmes)                             | Trunks (jovem), Gotenks, Dende                            | - O Retorno de Cooler - A Segunda Vinda de Broly - Batalha nos Dois Mundos - O Ataque do Dragão                                                                  | [ 21 ]        |
| 2004      | Blue Gender                                        | Marlene Angel                                             | Diretora de dublagem | [ 16 ] [ 21 ] |
| 2005      | Farewell to Nostradamus                            | Julia                                                     | | [ 21 ]        |
| 2006      | A Four Course Meal                                 | Clara, Lisa, Mary                                         | | [ 21 ]        |
| 2006      | Origin: Spirits of the Past                        | Minka                                                     | | [ 46 ]        |
| 2006–2010 | Case Closed (filmes)                               | Serena Sebastian                                          | - The Time-Bombed Skyscraper - The Fourteenth Target - The Last Wizard of the Century - Captured in Her Eyes - Countdown to Heaven - The Phantom of Baker Street | [ 21 ]        |
| 2007      | The Staircase Murders                              | Margaret Peterson                                         | | [ 47 ]        |
| 2010      | Space Chimps 2: Zartog Strikes Back                | Kilowatt, outros                                          | | [ 21 ]        |
| 2011      | Tsubasa: Tokyo Revelations                         | Xing Huo                                                  | | [ 21 ]        |
| 2012      | The Swan Princess Christmas                        | Odette                                                    | Sob o nome Elle Deets | [ 21 ] [ 48 ] |
| 2012      | Sengoku Basara: The Last Party                     | Oichi                                                     | | [ 21 ]        |
| 2013      | Monster High: Friday Night Frights                 | Lagoona Blue                                              | | [ 21 ]        |
| 2013      | K-On: The Movie                                    | Nodoka Manabe                                             | | [ 21 ]        |
| 2013      | Lego Batman: The Movie – DC Super Heroes Unite     | Hera Venenosa, Wonder Woman, Harley Quinn                 | | [ 21 ]        |
| 2013      | Monster High: 13 Wishes                            | Headmistress Bloodgood, Lagoona Blue                      | | [ 21 ]        |
| 2014      | JLA Adventures: Trapped in Time                    | Dawnstar                                                  | | [ 21 ]        |
| 2014      | The Swan Princess: A Royal Family Tale             | Odette                                                    | Sob o nome Elle Deets | [ 21 ] [ 49 ] |
| 2015      | Tiger and Bunny: The Rising                        | Pao-Lin Huang / Dragon Kid                                | | [ 50 ]        |
| 2015      | Batman Unlimited: Animal Instincts                 | Mulher-Leopardo, outros                                   | | [ 21 ]        |
| 2015      | Monster High: Boo York, Boo York                   | Elle Eedee, Headless Headmistress Bloodgood, Lagoona Blue | | [ 21 ]        |
| 2016      | Justice League vs. Teen Titans                     | Angela Chen                                               | | [ 21 ]        |
| 2016      | The Swan Princess: Princess Tomorrow, Pirate Today | Princess Odette                                           | Sob o nome Elle Deets | [ 51 ]        |
| 2016      | Hulk: Where Monsters Dwell                         | Ana, outros                                               | | [ 21 ]        |

### Jogos eletrônicos
| Ano       | Título                                                | Papel                                                           | Observação                                                                         | Fonte                       |
| --------- | ----------------------------------------------------- | --------------------------------------------------------------- | ---------------------------------------------------------------------------------- | --------------------------- |
| 2002      | BloodRayne                                            | Rayne                                                           |                                                                                    | [ 21 ]                      |
| 2003      | Deus Ex: Invisible War                                | Alex Denton                                                     |                                                                                    | [ 21 ]                      |
| 2003      | RoadKill                                              | Love Talk No. 1                                                 |                                                                                    | [ 21 ]                      |
| 2003–2016 | Dragon Ball (série)                                   | Trunks (jovem), Gotenks, outros                                 | Compartilhou Gotenks com Kara Edwards                                              | [ 21 ]                      |
| 2004      | BloodRayne 2                                          | Rayne                                                           |                                                                                    | [ 21 ]                      |
| 2005      | Spikeout: Battle Street                               | Min Hua                                                         |                                                                                    | [ 21 ]                      |
| 2005      | Æon Flux                                              | Una, outros                                                     |                                                                                    | [ 21 ]                      |
| 2008      | Klonoa                                                | Hewpoe                                                          |                                                                                    | [ 21 ]                      |
| 2008      | World of Warcraft: Wrath of the Lich King             | Jaina Proudmoore, outros                                        |                                                                                    | [ 21 ]                      |
| 2008      | Tales of Vesperia                                     | Gauche                                                          |                                                                                    | [ 21 ]                      |
| 2008      | Infinite Undiscovery                                  | Dominica, Svala, Faina, Leif                                    |                                                                                    | [ 21 ]                      |
| 2008      | Valkyria Chronicles                                   | Isara Gunther                                                   |                                                                                    | [ 21 ]                      |
| 2008      | Persona 4                                             | Rise Kujikawa                                                   |                                                                                    | [ 21 ]                      |
| 2009      | Ar tonelico II: Melody of Metafalica                  | Luca Trulyworth                                                 |                                                                                    | [ 13 ]                      |
| 2009      | Star Ocean: The Last Hope                             | Reimi Saionji, Welch Vineyard                                   |                                                                                    | [ 21 ]                      |
| 2009      | Street Fighter IV                                     | Chun-Li                                                         |                                                                                    | [ 21 ]                      |
| 2009      | Ghostbusters: The Video Game                          | Spider Queen, outros                                            |                                                                                    | [ 21 ]                      |
| 2009      | Dissidia: Final Fantasy                               | Cloud of Darkness                                               |                                                                                    | [ 21 ]                      |
| 2009      | MagnaCarta 2                                          | Claire                                                          |                                                                                    | [ 21 ]                      |
| 2009      | League of Legends                                     | Akali                                                           |                                                                                    | [ 21 ]                      |
| 2009      | Kamen Rider: Dragon Knight                            | Siren                                                           | Sob o nome Elle Deets                                                              | [ 21 ]                      |
| 2009      | Resident Evil: The Darkside Chronicles                | Sherry Birkin                                                   |                                                                                    | [ 21 ]                      |
| 2009      | Final Fantasy Crystal Chronicles: The Crystal Bearers | Belle                                                           | Sob o nome Elle Deets                                                              | [ 21 ]                      |
| 2010      | Final Fantasy XIII                                    | Serah Farron                                                    |                                                                                    | [ 21 ]                      |
| 2010      | Command & Conquer 4: Tiberian Twilight                | E.V.A.                                                          |                                                                                    | [ 21 ]                      |
| 2010      | Sakura Wars: So Long, My Love                         | Gemini Sunrise                                                  |                                                                                    | [ 52 ]                      |
| 2010      | Nier                                                  | Kainé                                                           |                                                                                    | [ 21 ]                      |
| 2010      | Super Street Fighter IV                               | Chun-Li                                                         |                                                                                    | [ 21 ]                      |
| 2010      | Persona 3 Portable                                    | Protagonista mulher                                             |                                                                                    | [ 53 ]                      |
| 2010      | BlazBlue: Continuum Shift                             | Platinum                                                        |                                                                                    | [ 21 ]                      |
| 2010      | Valkyria Chronicles II                                | Isara Gunther                                                   |                                                                                    | [ 21 ]                      |
| 2010      | Quantum Theory                                        | Lainie, Elev                                                    |                                                                                    | [ 54 ]                      |
| 2010      | Sengoku Basara: Samurai Heroes                        | Oichi                                                           |                                                                                    | [ 55 ]                      |
| 2010      | Arcania: Gothic 4                                     | Equipe americana                                                |                                                                                    | [ 56 ]                      |
| 2010      | Naruto Shippuden: Ultimate Ninja Storm 2              | Anko Mitarashi, Ayame                                           |                                                                                    | [ 57 ]                      |
| 2010      | Fallout: New Vegas                                    | Christine, Vera Keyes, Carrie Boyd, Julie Farkas, Doctor Usanag |                                                                                    | [ 21 ]                      |
| 2010      | Sonic Colors                                          | Blaze the Cat                                                   | Apenas na versão do Nintendo DS                                                    | [ 21 ]                      |
| 2010      | Tron: Evolution                                       | The Grid                                                        |                                                                                    | [ 21 ]                      |
| 2011      | Marvel vs. Capcom 3: Fate of Two Worlds               | Chun-Li                                                         |                                                                                    | [ 21 ]                      |
| 2011      | Knights Contract                                      | Gretchen                                                        |                                                                                    | [ 21 ]                      |
| 2011      | Dissidia 012: Final Fantasy                           | Cloud of Darkness                                               |                                                                                    | [ 21 ]                      |
| 2011      | The Sims Medieval                                     | Sim                                                             |                                                                                    | [ 21 ]                      |
| 2011      | Hunted: The Demon's Forge                             | E'lara                                                          |                                                                                    | [ 21 ]                      |
| 2011      | Catherine                                             | Catherine                                                       |                                                                                    | [ 21 ]                      |
| 2011      | Resistance 3                                          | Jean Rose, Prisoners                                            |                                                                                    | [ 21 ]                      |
| 2011–2015 | Skylanders games                                      | Persephone, Ninjiini / Mini Jini                                |                                                                                    | [ 21 ] [ 58 ] [ 59 ]        |
| 2011      | Might & Magic Heroes VI                               | Valeska                                                         |                                                                                    | [ 21 ]                      |
| 2011      | Sonic Generations                                     | Blaze the Cat, Omochao                                          |                                                                                    | [ 21 ]                      |
| 2011      | The Lord of the Rings: War in the North               | Andriel                                                         |                                                                                    | [ 21 ]                      |
| 2011      | Saints Row: The Third                                 | Voz feminina #1                                                 |                                                                                    | [ 21 ] [ 60 ]               |
| 2011      | Star Wars: The Old Republic                           | Kira Carsen                                                     |                                                                                    | [ 61 ]                      |
| 2012      | Final Fantasy XIII-2                                  | Serah Farron                                                    |                                                                                    | [ 21 ]                      |
| 2012      | NeverDead                                             | Nikki Summerfield                                               |                                                                                    | [ 21 ]                      |
| 2012      | Kingdoms of Amalur: Reckoning                         | Gwyn Anwy                                                       |                                                                                    | [ 62 ]                      |
| 2012      | Binary Domain                                         | Faye Lee                                                        | Também realizou captura de movimento                                               | [ 21 ]                      |
| 2012      | Street Fighter X Tekken                               | Chun-Li                                                         |                                                                                    | [ 21 ]                      |
| 2012      | Tales of Graces F                                     | Cheria Barnes                                                   |                                                                                    | [ 21 ]                      |
| 2012      | Armored Core V                                        | Carol Dorry, piloto                                             |                                                                                    | [ 63 ] [ 64 ]               |
| 2012      | Naruto Shippuden: Ultimate Ninja Storm Generations    | Anko Mitarashi, Kurotsuchi                                      |                                                                                    | [ 21 ]                      |
| 2012      | Kinect Star Wars                                      | NPCFemPadawan, pad4, padFem                                     |                                                                                    | [ 65 ]                      |
| 2012      | Men in Black: Alien Crisis                            | Catyana Ibrovsky / Agent C, Isabel Ramirez, Nethera             |                                                                                    | [ 21 ]                      |
| 2012      | The Elder Scrolls V: Skyrim – Dawnguard               | Serana                                                          |                                                                                    | [ 21 ]                      |
| 2012      | World of Warcraft: Mists of Pandaria                  | Jaina Proudmoore                                                |                                                                                    | [ 21 ]                      |
| 2012      | Resident Evil 6                                       | Helena Harper                                                   |                                                                                    | [ 66 ] [ 67 ]               |
| 2012      | Halo 4                                                | Rivera                                                          | Também realizou performance                                                        | [ 68 ]                      |
| 2012      | Persona 4 Golden                                      | Rise Kujikawa                                                   |                                                                                    | [ 21 ]                      |
| 2012      | Mass Effect 3                                         | Tenente Kurin                                                   |                                                                                    | [ 21 ]                      |
| 2013      | Fire Emblem Awakening                                 | Lucina                                                          |                                                                                    | [ 53 ]                      |
| 2013      | Naruto Shippuden: Ultimate Ninja Storm 3              | Kushina Uzumaki, Kurotsuchi                                     |                                                                                    | [ 21 ]                      |
| 2013      | Gears of War: Judgment                                | Alex Brand                                                      |                                                                                    | [ 21 ] [ 69 ]               |
| 2013      | BioShock Infinite                                     | Lady Comstock                                                   |                                                                                    | [ 21 ]                      |
| 2013      | The Last of Us                                        | Personagens secundários                                         |                                                                                    | [ 21 ]                      |
| 2013      | Saints Row IV                                         | Presidente dos EUA (Voz feminina #1)                            |                                                                                    | [ 21 ] [ 60 ]               |
| 2013      | Lost Planet 3                                         | Mira                                                            |                                                                                    | [ 21 ]                      |
| 2013      | The Wonderful 101                                     | Alice MacGregor                                                 |                                                                                    | [ 21 ]                      |
| 2013      | Lego Marvel Super Heroes                              | Natasha Romanova / Viúva Negra, Jean Grey, Mística              |                                                                                    | [ 21 ]                      |
| 2013      | Knack                                                 | Charlotte                                                       |                                                                                    | [ 21 ]                      |
| 2014      | Dragon Ball Z: Battle of Z                            | Gotenks, Trunks (criança)                                       |                                                                                    | [ 21 ]                      |
| 2014      | Lightning Returns: Final Fantasy XIII                 | Serah Farron                                                    |                                                                                    | [ 21 ]                      |
| 2014      | Infamous Second Son                                   | Abigail "Fetch" Walker                                          | Também realizou captura de movimento                                               | [ 21 ] [ 60 ] [ 70 ]        |
| 2014      | WildStar                                              | Belle Walker, Marauder, Luminai Female, Mordesh Female          |                                                                                    | [ 71 ]                      |
| 2014      | The Wolf Among Us                                     | Rachel, Aunty Greenleaf                                         |                                                                                    | [ 21 ]                      |
| 2014      | Infamous First Light                                  | Abigail "Fetch" Walker                                          |                                                                                    | [ 21 ] [ 70 ]               |
| 2014      | Spider-Man Unlimited                                  | Spider-Woman                                                    |                                                                                    | [ 21 ]                      |
| 2014      | Naruto Shippuden: Ultimate Ninja Storm Revolution     | Kushina Uzumaki, Kurotsuchi, Anko Mitarashi                     |                                                                                    | [ 72 ]                      |
| 2014      | Middle-earth: Shadow of Mordor                        | Ioreth                                                          |                                                                                    | [ 21 ]                      |
| 2014      | Lego Batman 3: Beyond Gotham                          | Wonder Woman, Catwoman                                          |                                                                                    | [ 21 ] [ 73 ] [ 74 ] [ 75 ] |
| 2014      | Dragon Age: Inquisition                               | Bianca Davri, Dagna                                             |                                                                                    | [ 60 ]                      |
| 2014–2015 | Tales from the Borderlands                            | Fiona                                                           |                                                                                    | [ 76 ]                      |
| 2015      | Game of Thrones                                       | Gwyn                                                            | Ep. "The Lost Lords"                                                               | [ 77 ]                      |
| 2015      | Code Name: S.T.E.A.M.                                 | Lucina                                                          |                                                                                    | [ 78 ]                      |
| 2015      | Infinite Crisis                                       | Mecha Wonder Woman                                              |                                                                                    | [ 79 ] [ 80 ]               |
| 2015      | Heroes of the Storm                                   | Jaina Proudmoore, Valla                                         | World of Warcraft crossover                                                        | [ 81 ]                      |
| 2015      | Metal Gear Solid V: The Phantom Pain                  | Soldados, outros                                                |                                                                                    | [ 82 ]                      |
| 2015      | Halo 5: Guardians                                     | Olympia Vale                                                    | Também realizou captura de movimento                                               | [ 83 ] [ 84 ]               |
| 2016      | Naruto Shippuden: Ultimate Ninja Storm 4              | Kushina Uzumaki, Kurotsuchi, Sarada Uchiha                      |                                                                                    | [ 85 ]                      |
| 2016      | Street Fighter V                                      | Chun-Li                                                         |                                                                                    | [ 21 ]                      |
| 2016      | Uncharted 4: A Thief's End                            | Nadine Ross                                                     | Também realizou captura de movimento                                               | [ 21 ] [ 86 ]               |
| 2016      | Batman: The Telltale Series                           | Catwoman, Selina Kyle                                           | Ganhou o BTVA Award for Best Female Lead Vocal Performance in a Video Game         | [ 87 ]                      |
| 2016      | Gears of War 4                                        | Kait Diaz                                                       |                                                                                    | [ 88 ]                      |
| 2017      | Injustice 2                                           | Supergirl                                                       |                                                                                    | [ 89 ]                      |
| 2017      | Uncharted: The Lost Legacy                            | Nadine Ross                                                     | Nomeada para o BAFTA Award for Best Performer                                      | [ 90 ] [ 91 ] [ 92 ]        |
| 2017      | Middle-earth: Shadow of War                           | Eltariel                                                        |                                                                                    | [ 93 ]                      |
| 2017–2018 | Batman: The Enemy Within                              | Selina Kyle / Catwoman, outros                                  |                                                                                    | [ 21 ] [ 94 ]               |
| 2018      | Dissidia Final Fantasy NT                             | Cloud of Darkness                                               |                                                                                    | [ 21 ]                      |
| 2018      | Marvel Powers United VR                               | Captain Marvel, Black Widow                                     |                                                                                    | [ 21 ]                      |
| 2018      | World of Warcraft: Battle for Azeroth                 | Jaina Proudmoore                                                | Creditada como "Voice Over Cast"                                                   | [ 95 ] [ 96 ]               |
| 2018      | Marvel's Spider-Man                                   | Mary Jane Watson                                                |                                                                                    | [ 97 ]                      |
| 2018      | World of Final Fantasy Maxima                         | Serah Farron                                                    |                                                                                    | [ 98 ]                      |
| 2019      | Days Gone                                             | Lisa Jackson                                                    |                                                                                    | [ 21 ]                      |
| 2019      | Marvel Ultimate Alliance 3: The Black Order           | Black Widow                                                     |                                                                                    | [ 21 ]                      |
| 2019      | Catherine: Full Body                                  | Catherine                                                       |                                                                                    | [ 99 ]                      |
| 2019      | Gears 5                                               | Kait Diaz                                                       | Nomeada para o The Game Awards for Best Performance                                | [ 21 ]                      |
| 2020      | The Last of Us Part II                                | Abigail "Abby" Anderson                                         | Também realizou captura de movimento Venceu o The Game Awards for Best Performance | [ 101 ] [ 102 ]             |
| 2020      | Marvel's Avengers                                     | Black Widow                                                     |                                                                                    | [ 103 ]                     |
| 2020      | The Pathless                                          | Hunter                                                          |                                                                                    | [ 104 ]                     |

### Live-action
| Ano           | Título                            | Papel | Observação                   | Fonte                           |
| ------------- | --------------------------------- | --- | ---------------------------- | ------------------------------- |
| 2003          | Graduation Day                    | Marni |                              | [ 105 ]                         |
| 2015          | Titansgrave: The Ashes of Valkana | Lemley | Websérie de RPG              | [ 106 ] [ 107 ]                 |
| 2015–presente | Critical Role                     | - Vex'ahlia (Campanha 1 - Vox Machina) - Jester Lavorre (Campanha 2 - The Mighty Nein) - Imogen Temult (Campanha 3) | Websérie de RPG, co-criadora | [ 108 ] [ 109 ] [ 110 ] [ 111 ] |